# Liviu Dragnea
Liviu Dragnea, né le 28 octobre 1962 à Gratia (Teleorman, Roumanie), est un homme politique roumain.
Membre du Parti démocrate (PD) puis du Parti social-démocrate (PSD), il est brièvement ministre de l'Intérieur en 2009. Devenu ensuite député de Teleorman, il occupe à partir de 2012 les fonctions de vice-Premier ministre de Roumanie et de ministre du Développement régional et de l'Administration publique, mais doit quitter le gouvernement en 2015, après avoir été condamné dans une affaire de fraude électorale.
Il devient président du Parti social-démocrate en 2015, à la suite de la démission de Victor Ponta, et président de la Chambre des députés en 2016. Après le retour du PSD au pouvoir en 2017, il est considéré comme étant l'« homme fort » du pays. Malgré les tentatives de la majorité de réformer le système judiciaire afin de lui éviter la prison, il est condamné pour abus de pouvoir et emprisonné en 2019, ce qui conduit à son remplacement à la tête du PSD.

## Biographie

### Du Parti démocrate-Front de salut national au Parti social-démocrate
Sa carrière politique commence avec son élection au conseil municipal de Turnu Măgurele en 1996. Il est alors membre du Parti démocrate-Front de salut national (PD-FSN), qu'il quitte pour adhérer, en 2000, au Parti de la démocratie sociale de Roumanie (PDSR),, devenu Parti social-démocrate (PSD) l'année suivante. En 2006, il devient vice-président du parti chargé de la réforme de l'État et de la décentralisation (poste qu'il quitte après la victoire du « non » au référendum de 2007 sur la destitution de Băsescu), puis conduit la campagne du PSD lors des élections européennes de 2007.
À Alexandria, la préfecture, lui, sa famille et ses proches sont propriétaires de nombreuses entreprises.

### Éphémère ministre de la grande coalition
Après les élections législatives de 2008, il est nommé coordinateur des ministres PSD au sein du gouvernement de coalition Emil Boc, chargé de maintenir les liens entre les ministres et la direction du parti.
En janvier 2009, à la suite de la démission de Gabriel Oprea, Liviu Dragnea est nommé ministre de l'Administration et de l'Intérieur dans le gouvernement Boc. Trois semaines plus tard, il démissionne, invoquant un manque de ressources financières pour financer ses projets. La possibilité qu'il ait été contraint à la démission en raison de son refus de nommer secrétaire d'État un individu soutenu par un important cadre du PSD est évoquée. Après son départ du gouvernement, il continue à critiquer le gouvernement de grande coalition PSD-PDL, à laquelle il était opposé depuis le début.

### Ministre des gouvernements Ponta
Lors des élections législatives de décembre 2012, il est élu député du județ de Teleorman. Dans la foulée, il est nommé ministre du Développement régional et de l'Administration publique, et devient un des trois vice-Premier ministres du deuxième gouvernement Victor Ponta. Il perd sa fonction de vice-Premier ministre en décembre 2014, mais conserve son portefeuille du Développement régional et de l'Administration publique.
En mai 2015, il est condamné à un an de prison avec sursis pour avoir organisé des fraudes électorales lors du référendum de 2012 sur la destitution du président Băsescu. Il quitte alors le gouvernement.

### Président du Parti social-démocrate
Après la démission de Victor Ponta en juillet 2015, il devient président par intérim du PSD, le comité exécutif du parti ayant préféré sa candidature à celle de Rovana Plumb. Le 12 octobre, il est élu président du parti.
Le 22 avril 2016, la Haute Cour de cassation et de justice le condamne à deux ans de prison avec sursis dans l'affaire des fraudes électorales ayant eu lieu lors du référendum de 2012, ce qui fait de lui le premier chef de parti roumain en fonction à être condamné pénalement,. Cinq jours plus tard, il fait exclure du PSD le président de la Chambre des députés, Valeriu Zgonea, qui avait appelé à sa démission de la présidence du parti.
Après sa condamnation et son emprisonnement en mai 2019, la Première ministre Viorica Dăncilă lui succède à la tête du PSD.

### Président de la Chambre des députés
Il devient président de la Chambre des députés le 21 décembre 2016, quelques jours après la victoire du PSD aux élections législatives, succédant à Florin Iordache.
Son nom est évoqué pour reprendre la tête du gouvernement, mais la législation votée sous la législature précédente l'en empêche. Sevil Shhaideh, proposée par le PSD, se voit refuser la fonction de Première ministre par le président Klaus Iohannis, qui accepte finalement Sorin Grindeanu à ce poste.
L'adoption par le gouvernement Grindeanu en janvier 2017 d'un décret assouplissant les règles anti-corruption suscite une vague de manifestations sans précédent depuis la chute de Nicolae Ceaușescu en 1989. Ce décret est vu comme un moyen d'éteindre les poursuites pour corruption pesant sur Liviu Dragnea. Les manifestations poussent le gouvernement à abroger le décret le 4 février 2017.
Au soir des élections européennes de 2019, marquées par la défaite de son parti, et de la validation d'un référendum convoqué par Klaus Iohannis pour lutter contre la corruption et infirmer les réformes judiciaires du gouvernement, Liviu Dragnea crée la surprise en indiquant qu'il ne sera pas candidat à l'élection présidentielle prévue à la fin de l’année.

### Emprisonnement
Le 21 juin 2018, poursuivi pour incitation à des abus de pouvoir lorsqu'il était président du conseil du județ de Teleorman, Liviu Dragnea est condamné à trois ans et demi de prison ferme par la Haute Cour de cassation et de justice. Le 27 mai 2019, au lendemain des élections européennes perdues par le PSD, sa peine est confirmée en appel par la Haute Cour, et il est aussitôt incarcéré.
Il est également visé par une enquête de l'Office européen de lutte antifraude au sujet d'un détournement de fonds européens de 21 millions d'euros, via une société de BTP.